# Düsseldorf
Düsseldorf là thủ phủ của bang Nordrhein-Westfalen và là trung tâm kinh tế phía Tây của Đức (cùng với Köln và vùng Ruhr). Düsseldorf tọa lạc bên dòng sông Rhein và là một trong những trung tâm chính của vùng Ruhr cũng như vùng đô thị Rhein-Ruhr với 10 triệu dân. Düsseldorf là một trung tâm kinh doanh quốc tế và trung tâm tài chính và nổi tiếng về thời trang của mình và các hội chợ thương mại. Nằm trong Chuối Xanh, thành phố là trụ sở chính của 1 Fortune Global 500 và 2 công ty DAX.. Messe Düsseldorf tổ chức gần một phần năm các hội chợ thương mại hàng đầu tất cả thế giới.
Về mặt văn hóa, Düsseldorf được biết đến với học viện của mỹ thuật (Kunstakademie Düsseldorf, ví dụ như Joseph Beuys, Emanuel Leutze, August Macke, Gerhard Richter, Sigmar Polke và Andreas Gursky), ảnh hưởng tiên phong của mình về âm nhạc điện tử / thử nghiệm (với ban nhạc Kraftwerk), có cộng đồng Nhật Bản tương đối lớn. Là một thành phố nằm bên sông Rhine, Düsseldorf là một thành trì cho lễ hội Rheinischer Karnival. Mỗi năm vào tháng 7 hơn 4,5 triệu người đến Hội chợ giải trí (Kirmes) lớn nhất của thành phố trên sông Rhein.

## Các quận
- Altstadt
- Angermund
- Benrath
- Bilk
- Carlstadt
- Derendorf
- Düsseltal
- Eller
- Flehe
- Flingern-Nord
- Flingern-Süd
- Friedrichstadt
- Garath
- Gerresheim
- Golzheim
- Grafenberg
- Hafen
- Hamm
- Hassels
- Heerdt
- Hellerhof
- Himmelgeist
- Holthausen
- Hubbelrath
- Itter
- Kaiserswerth
- Kalkum
- Lichtenbroich
- Lierenfeld
- Lohausen
- Lörick
- Ludenberg
- Mörsenbroich
- Niederkassel
- Oberbilk
- Oberkassel
- Pempelfort
- Rath
- Reisholz
- Stadtmitte
- Stockum
- Unterbach
- Unterbilk
- Unterrath
- Urdenbach
- Vennhausen
- Volmerswerth
- Wersten
- Wittlaer

### Các thành phố và quận giáp ranh
Các quận và thành phố giáp ranh Düsseldorf (theo chiều kim đồng hồ từ phía bắc): thành phố Duisburg, quận Mettmann (Ratingen, Mettmann, Erkrath, Hilden, Langenfeld, và Monheim), và quận Neuss (Dormagen, Neuss, và Meerbusch).